# إياو (أسطورة)
إياو (بالإنجليزية: iao)‏ الاسم البولينيزي للكائن الأعلى. انظر إيو lo.